# モン吉3
『モン吉3』はモン吉の3枚目のオリジナル・アルバム。ドリーミュージックから2021年1月27日に発売された。『モン吉2』の発売から約3年振りのアルバム。

## 収録曲
1. RUNNIN' [4:45]
  - 作詞・作曲 : モン吉
  - ライブ 2020 ｢猿の宴｣ 初披露曲
2. WONDER DAY [3:30]
  - 作詞 : モン吉 作曲 : モン吉/Nao the LAIZA
  - ライブ 2020 ｢猿の宴｣ 初披露曲
3. 君が好き [4:02]
  - 作詞・作曲 : モン吉/クレハリュウイチ/Nao the LAIZA
  - ライブ 2020 ｢猿の宴｣ 初披露曲
4. 夢のつづき [4:03]
  - 作詞 : モン吉 作曲 : モン吉/soundbreakers
  - ライブ 2020 ｢猿の宴｣ 初披露曲
5. TAKE [3:32]
  - 作詞・作曲 : モン吉
6. 未来の手紙 [4:30]
  - 作詞・作曲 : モン吉/soundbreakers
  - ライブ 2020 ｢猿の宴｣ 初披露曲
7. ONENESS [5:09]
  - 作詞・作曲 : モン吉
8. チャイルドキッド [3:16]
  - 作詞 : モン吉 作曲 : モン吉/Nao the LAIZA
9. ROLLIN [3:36]
  - 作詞・作曲 : モン吉
10. LOOP MAGIC feat.NillNico [3:51]
  - 作詞 : モン吉/NillNico 作曲 : モン吉/関口シンゴ/TICTOC
11. WEDDNING SONG [4:22]
  - 作詞・作曲 : モン吉/soundbreakers
12. 君の面影 feat.ラブリーサマーちゃん [4:49]
  - 作詞 : モン吉/ラブリーサマーちゃん 作曲 : モン吉/ラブリーサマーちゃん/田中隼人
13. メロディ [3:27]
  - 作詞・作曲 : モン吉/NAOKI-T/原田雄一